# 長楽寺 (貝塚市)
長楽寺（ちょうらくじ）は、大阪府貝塚市畠中二丁目にある浄土宗の仏教寺院。山号は寂静山。

## 歴史
- 永禄年中 – 才誉によって称名寺の寺号で創建される。（貝塚市役所の西に称名寺経塚跡の碑がある）（貝塚市加神に同名の称名寺が現存する）
- 1635年～1658年頃 – 畠中村・神前村の庄屋・要源太夫の一族で堺の豪商・帯屋道寿によって現在の地に移され再建。知恩院から本誉を招いて住持とする。
- 1658年（万治元年） – 長楽寺創立者・帯屋道寿没。
- 1695年（元禄8年） – 万人講の助成により梵鐘を制作。（太平洋戦争中に供出）
- 1707年（宝永4年） – 本堂前に石灯篭を設置。
- 1811年（文化8年） – 長楽寺境内に灯籠を設置。
- 1949年（昭和24年） – 住職・信鳳瑞が学校法人長楽寺学園こぎ幼稚園を創立。
- 1992年（平成4年） – 火災で本堂が焼失。
- 1995年（平成7年） – 火災で焼失した本堂を再建。

## 関係学校・関連学校

### 学校法人
- 学校法人長楽寺学園 – 住職が園長。

### 幼稚園
- こぎ幼稚園 – 学校法人長楽寺学園が運営。

### 小学校
- 貝塚市立西小学校 – 寺号の由来の長楽寺山の址。

## 交通アクセス
- 水間鉄道 貝塚市役所前駅